# Bubastis Sulci
I Bubastis Sulci sono una struttura geologica della superficie di Ganimede.